# Pisídice (princesa de Metimna)
Pisídice, en la mitología griega, era hija del rey de Metimna, en la isla de Lesbos. Cuando Aquiles, durante la guerra de Troya, emprendió una campaña para saquear todas las ciudades cercanas a Troya, una de las ciudades a las que puso sitio fue Metimna. Pisídice, al ver a Aquiles desde sus murallas, se enamoró de él y envió a su nodriza como emisaria para proponerle que, si accedía a convertirse en su esposo, ella le entregaría la ciudad. Aquiles aceptó pero en cuanto se hubo apoderado de la ciudad, ordenó a sus soldados lapidar a Pisídice.